# أسان صبري إيفازوف
أسان صبري إيفازوف (18 مايو [بالتقويم القديم: 6 مايو
] 1878 - 17 أبريل 1938) سياسي وصحفي وكاتب ومعلم من تتار القرم، عاش في الإمبراطورية الروسية. نشط من أوائل تسعينيات القرن التاسع عشر حتى أواخر عشرينيات القرن الماضي، كان أيفازوف شخصية بارزة بين مثقفي تتار القرم وأحد قادة حركتها القومية.

## النشأة والوظيفة
ولد أسان صبري إيفازوف في 18 مايو 1878 لعائلة فلاحية فقيرة في مدينة ألوبكا. في عام 1889، بعد تخرجه من المدرسة الابتدائية، أُرسل للعيش في إسطنبول مع أقاربه. هناك، درس في معهد اسطنبول التربوي من 1892 إلى 1896. في ذلك الوقت، كان ناشطًا بالفعل في الحركة القومية لتتار القرم، حيث نشر مقالات لصحيفة ترجمان [الإنجليزية] لصاحبها إسماعيل غاسبرينسكي، في كل من إسطنبول وباكو.
في عام 1898، ألقت الشرطة العثمانية القبض على إيفازوف. عندما اكتشفوا أنه مواطن من الإمبراطورية الروسية، تم ترحيله إلى شبه جزيرة القرم.

## حركة مكتبي-أصول-جديد
بمجرد وصوله إلى شبه جزيرة القرم، افتتح إيفازوف مدرسة جديدة في مدينته ألوبكا على أساس مبادئ الحركة الجديدية [الإنجليزية] وما تلاها من حركة مكتبي-أصول-جديد التي قادها إسماعيل غاسبرينسكي. على عكس العديد من المؤسسات التعليمية الأخرى في شبه الجزيرة في ذلك الوقت، والتي كانت تستند إلى الشريعة والمبادئ الإسلامية الأخرى، روج إيفازوف لشكل علماني من التعليم. سمحت مدرسة إيفازوف بتعليم الطالبات جنبًا إلى جنب مع الذكور، وعلمت لغة تتار القرم والحساب والجغرافيا والقواعد.
كانت استجابة الجمهور لمبادرة مكتبي-أصول-جديد سلبية للغاية. عارض حركة إيفازوف كل من رجال الدين الإسلامي المحليين، وأيضًا النخبة المحلية وتتار القرم الآخرين. في عام 1904، تلقى رسالة من مجهول جاء فيها: "ملحد! إذا كنت ترغب في أن تموت موتًا طبيعيًا، فعليك إنهاء المدرسة. إذا كنت ترغب في أن تُذبح مثل الكلب، فاستمر في تعليمك."
كما عارض مفتشو الشرطة والمدارس الروسية حركة "مكتيبي-أصول-جديد"، وإن كان ذلك لأسباب مختلفة. في إحدى المرات، وصل المفتش المحلي للمدارس العامة من يالطا وهدد إيفازوف بإغلاق مدارسه، قائلاً: "إذا قمت بتدريس مواد أخرى غير القرآن، فسنتخذ إجراءات صارمة".
في يونيو 1904، بعد تهديد إيفازوف بالقتل، هاجم مجهولون منزله. أصاب حجر كبير كتفه والآخر رأسه، مما أدى إلى ظهور ندوب استمرت لبقية حياته. بعد هذا الحادث، أُجبر على إغلاق المدرسة وترك التدريس. في أعقاب ذلك، غادر أيضًا إلى موسكو، حيث ألقى دروسًا خاصة في معهد لازاريف للغات الشرقية.

## النشاط السياسي
بحلول الوقت الذي غادر فيه إلى موسكو، كان إيفازوف أيضًا رئيسًا ل"نجات". تأسست في عام 1898، كانت "نجات" جمعية سرية تهدف إلى إنشاء دولة مستقلة ومحايدة في شبه جزيرة القرم، على غرار سويسرا، تحت رعاية القوى العظمى في أوروبا. شغل إيفازوف منصب السكرتير المؤسس للمنظمة مع أسان نوري الذي يعمل كرئيس. بعد وفاة نوري عام 1903، أصبح ؤرئيسًا. كان يعمل في هذا المنصب حتى أوائل عام 1907، عندما تم قمع المنظمة من قبل الشرطة الروسية.
الصحفية الرئيسية لنجات، وطن خادمي (تترجم حرفيا. Servant of the Fatherland"، أي "خادم الوطن") تم نشرها أربع مرات في الأسبوع في مدينة كاراسوبازار (الآن بيلوهيرسك ). الناشرون الرئيسيون للصحيفة هم إيفازوف وعبد الرشيد ميدييف، وكلاهما عضو في الحزب الاشتراكي الثوري. روجت الصيفحة لتوسيع مدارس حركة ميكتيبي-أصول-جديد، التي تسمى "الرشدية"، وتم افتتاح العديد منها في العديد من مدن القرم والقرى الكبيرة. كان معلمو المدارس في المقام الأول مدرسين من الإمبراطورية العثمانية أو من المتعلمين العثمانيين.
بعد قمع نجات، أُجبر الصحيفة والرشديون على الإغلاق. مُنع معظم المدرسين في الرشدية من تولي منصب تعليمي، وطُرد بعضهم من شبه جزيرة القرم، بما في ذلك إيفازوف، الذي اتهم بالتحريض ضد القيصر.
في عام 1907، نشر إيفازوف مسرحيته (Neden bu khale kaldyk؟) (تترجم حرفيا. How did we get here? كيف وصلنا إلى هنا؟) في جريدة فيوزات في باكو. أشار المؤرخ فيكتور فيلونينكو لاحقًا إلى أن المسرحية كانت عملاً أساسيًا لحركة جديد، لكنه أشار أيضًا إلى أنها لم تكن ذات تفكير تدريجي مثل أعمال غاسبرينسكي، لا سيما فيما يتعلق بالطبيعة التقدمية للإسلام ووضع المرأة.
في أوائل عام 1908، غادر إيفازوف روسيا إلى مصر، حيث عولج من الربو، قبل أن يعود إلى موسكو. وفقًا لإيفازوف نفسه، فقد تم اعتقاله ثلاث مرات، وفي عام 1911 غادر إلى سويسرا، حيث التقى بالصدفة فلاديمير لينين في بازل. سرعان ما عاد إلى روسيا عبر إسطنبول، حيث عاد إلى موسكو.
من خلال رحلاته العديدة بين روسيا والإمبراطورية العثمانية، التقى إيفازوف بالعديد من منظري حركة الوحدة التركية، ومن بينهم يوسف آقجورا، وعلي بك حسين زاده، وعبد الله صبخي، ومحمد أمين يورداكول. إلى جانب هذه الأصوات، عمل على إنشاء منظمة (Türk Dernegi organisation. Türk Dernegi)، الذي غير اسمها لاحقًا إلى (Turk Ozhagi)، ومن هناك أصبح جزءًا كبيرًا من جمعية الاتحاد والترقي.
في أواخر عام 1913، بعد مئوية رومانوف [الإنجليزية]، مُنح إيفازوف عفوًا، وسُمح له مرة أخرى بالعيش في شبه جزيرة القرم. انتقل أيفازوف إلى باختشيساراي، حيث عمل مرة أخرى كمحرر لصحيفة ترجمان حتى ثورة فبراير.

## ثورة فبراير
بعد ثورة فبراير، انتخب إيفازوف كعضو في اللجنة الثورية الإسلامية المؤقتة [الإنجليزية]، وأرسل إلى بتروغراد (الآن سانت بطرسبورغ) استعدادًا لمؤتمر عموم مسلمي روسيا. أثناء غيابه، انعقد مؤتمر عموم مسلمي القرم في 25 مارس 1917 وانتخبت لجنته التنفيذية المركزية. تم انتخاب أيفازوف غيابيا كعضو في اللجنة التنفيذية المركزية، وعاد في أبريل، على الرغم من حسابه الخاص أنه فضل "البقاء في ظل" الرَّجلين اللذين ظهرا في ذلك الوقت كقياديين للحركة، نعمان جيلبيتشان وكافر سيدامت كيريمر.
تلقى إيفازوف تعليمات من جيلبيشان وسيدامت كيريمر بالسفر إلى سيمفيروبول، في وسط شبه جزيرة القرم، وتنظيم مطبعة وصحيفة لتعمل كأجهزة للحركة القومية لشبه جزيرة القرم. عندما كانت المطبعة جاهزة، وافقت اللجنة التنفيذية المركزية على إيفازوف كمحرر لها. شغل سيدامت كيريمر منصب رئيس التحرير.
في الفترة من 10 مايو إلى 15 مايو 1917، عمل إيفازوف، إلى جانب جيلبيتشان وسيدامت كيريمر، كأحد مندوبي القرم في مؤتمر عموم مسلمي روسيا (المنعقد في موسكو). ونسب لاحقًا إلى المؤتمر لقب "والد جميع المنظمات أو الأحزاب القومية التركية التترية في روسيا." عند عودتهم، بدأوا العمل على إنشاء حزب ميلي فرقا [الإنجليزية] القومي، واعتمدوا برنامجًا في نوفمبر 1917.
في جمهورية القرم الشعبية، انتخب إيفازوف مرتين رئيسًا لمجلس الشعب كورولتاي، في يناير ومايو 1918. في الوقت نفسه، شغل منصب سفير جمهورية القرم الشعبية لدى الدولة العثمانية.

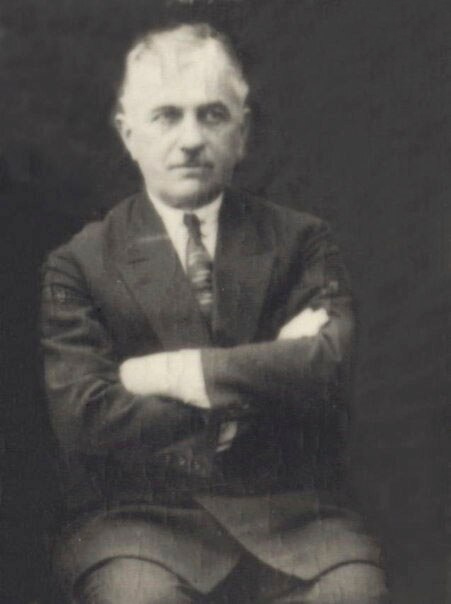
إيفازوف في سنواته الأخيرة.

## سنوات حياته الأخيرة
بعد أن سيطر السوفيت على شبه جزيرة القرم، عاد إيفازوف إلى الأنشطة التعليمية، حيث عمل في جامعة تافريسكي الوطنية كمساعد كبير، وفي معهد القرم التتار التربوي حيث قام بتدريس اللغتين العربية والتركية. وظل شخصية بارزة بين تتار القرم، وكان مؤيدًا قويًا للتننة في الاتحاد السوفيتي [الإنجليزية]، ولا سيما أبجدية تتار القرم. في عام 1925، تم انتخابه أيضًا كعضو في جمعية توريدا للتاريخ والآثار والإثنوغرافيا.
في عام 1930، تم القبض على إيفازوف لكن بعد شهرين، أُطلق سراحه وأُرسل إلى كيسلوفودسك، حيث تلقى العلاج الطبي. وتحت الإكراه، وافق على التعاون مع المديرية السياسية المشتركة للدولة في تقديم معلومات تفصيلية عن الحركة الوطنية لشبه جزيرة القرم إلى الحكومة السوفيتية. بعد إطلاق سراحه، انتقل إلى سيمفيروبول، حيث أصبح مدرسًا مرة أخرى.
أرسل إيفازوف بشكل غير قانوني عدة رسائل إلى كافر سيدامت كيريمر، الذي كان في المنفى في تركيا، في السنوات التي سبقت وفاته. وبحسب هذه الرسائل، فقد كان خائفًا جدًا من الأحداث المستقبلية، وطالب بالمساعدة في الفرار من البلاد:

### الوفاة
في 5 أبريل 1937، ألقي القبض على إيفازوف في شقته في سيمفيروبول. وقد اتُهم بالتجسس، حيث اتهمه مكتب المدعي العام بالتجنيد من قبل المكتب الثاني الفرنسي وجهاز الأمن القومي التركي والقيام بأنشطة معادية للثورة. في 17 أبريل 1938، أدين وحكم عليه بالإعدام رميا بالرصاص ومصادرة جميع الممتلكات الشخصية. تم إعدامه في نفس اليوم. بعد 22 عامًا، في 21 يناير 1960، خلال فنرة ذوبان خروتشوف، وُجد إيفازوف بريئًا من جميع التهم الموجهة إليه وأُعيد تأهيله [الإنجليزية].